# Almanzora (navire)
Pour les articles homonymes, voir Almanzora (homonymie).
L'Almanzora est un navire à passagers mis en service en 1915 par la compagnie maritime britannique Royal Mail Line. Il est démoli en octobre 1948.

## Le bateau
Le navire à vapeur Almanzora de 16 034 tonneaux de jauge brute est construit par Harland & Wolff à Belfast, en Irlande du Nord. Il possède une cheminée, deux mâts et deux hélices et est le jumeau de l'Alcantara (16 034 tonneaux de jauge brute), mis en service peu avant le déclenchement de la Première Guerre mondiale en 1914. L'Alcantara n'a eu que quelques semaines en service civil de transport de passagers avant d'être appelé en service comme croiseur auxiliaire.
L'Almanzora, qui était prévu comme pendant de l'Alcantara, est un paquebot de 179,83 mètres de long et 21,12 mètres de large destiné à être mis en service comme navire à passagers et cargo pouvant accueillir 400 passagers de première classe, 230 passagers de deuxième classe et 760 passagers de troisième classe. Il est lancé le 19 novembre 1914 et est achevé le 7 octobre 1915 en tant que croiseur marchand armé pour le 10e Escadron de croiseurs. Le navire effectue ce service pendant le reste de la guerre.
Après avoir été libéré du service militaire, le navire est entièrement révisé en 1919, ce qui porte son tonnage à 15 551 tonneaux. Le 19 janvier 1920, l'Almanzora entreprend son premier voyage en passagers de Southampton à Río de la Plata.
Pendant la Seconde Guerre mondiale, l'Almanzora est principalement utilisé comme transport de troupes, y compris dans les convois WS (de), et en 1945, il sert de navire pour émigrants au service du gouvernement britannique. Après cela, le navire n’a plus eu d’utilité. En 1947, le paquebot est désarmé à Cowes et démoli à Blyth, dans le Northumberland, en octobre 1948.

## Postérité
L'Almanzora est mentionné dans Nowhere in Africa, un film allemand réalisé par Caroline Link et sorti en 2001.